# ماني باكياو
إيمانويل دابيدران «ماني» باكياو فليبيني مواليد 17 ديسمبر 1978 في الفلبين، هو ملاكم محترف صنّف ضمن فئة الوزن المتوسط. حقق بطولة المجلس العالمي للملاكمة وبطولة الاتحاد الدولي للملاكمة وبطولة منظمة الملاكمة العالمية.
هو الملاكم الوحيد في التاريخ الذي احرز بطولة العالم في 8 فئات مختلفة، منذ 6 يونيو 2008 أصبح يعتبر احسن ملاكم في العالم في كل الفئات مختلطة. اختير 3 مرات ملاكم السنة وملاكم العشرية 2000-2009.
حسب مجلة فوربس هو الملاكم الأكثر اجرا في العالم بدخل سنوي ب 40 مليون دولار.

## إحصائيات
خاض خلال مسيرته 65 نزالا، فاز في 57 وتعادل في 2 وخسر في 6. فاز بالضربة القاضية في 38 نزالا.

## روابط خارجية
- ماني باكياو على موقع IMDb (الإنجليزية)
- ماني باكياو على موقع الموسوعة البريطانية (الإنجليزية)
- ماني باكياو على موقع إن إن دي بي (الإنجليزية)
- ماني باكياو على موقع قاعدة بيانات الفيلم (الإنجليزية)
- ماني باكياو على موقع ريلجم (الإنجليزية)
- ماني باكياو على موقع بوكس ريك (الإنجليزية) (registration required)
- ماني باكياو على موقع أوليمبيديا (الإنجليزية)